# Sinnberg
Der Sinnberg ist eine 369,7 m ü. NHN Erhebung im Stadtgebiet von Bad Kissingen im unterfränkischen Landkreis Bad Kissingen, Bayern.
Auf den Berghängen stehen ein Bismarckturm, eine Madonna-Skulptur und das Café Sinnberg.

## Geographie

### Lage
Der Sinnberg erhebt sich auf der Grenze von Bad Kissingen zum Kernort der nordöstlich davon gelegenen Gemeinde Nüdlingen. Seine Gipfelregion liegt im Nordosten des Stadtgebiets von Bad Kissingen und der Gipfel etwa 70 m südlich der Stadtgrenze. Über den Bergsattel der zum südöstlich des Sinnbergs ebenfalls auf der Stadtgrenze gelegenen Osterberg (358,1 m) überleitet führt die Bundesstraße 287, die durch den Bad Kissinger Stadtteil Winkels nach Nüdlingen führt.
Nordöstlich bis nördlich vorbei am Berg fließt mit dem Nüdlinger Bach ein Zufluss der westlich des Berges verlaufenen Fränkischen Saale. Auf dem Berg liegen Teile des Landschaftsschutzgebiets Bayerische Rhön (CDDA-Nr. 396113; 95,98 km² groß).

### Naturräumliche Zuordnung

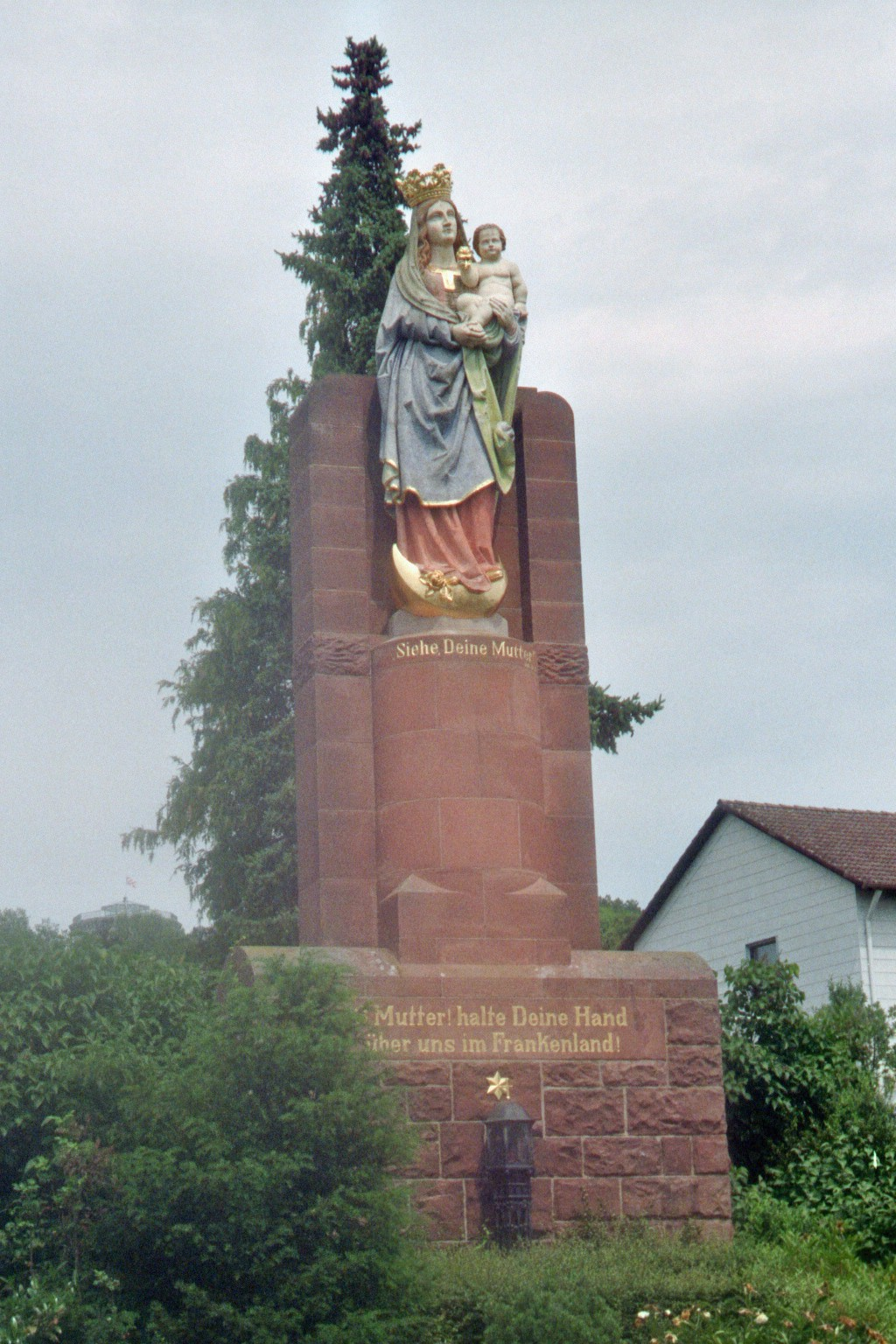
Madonna-Skulptur

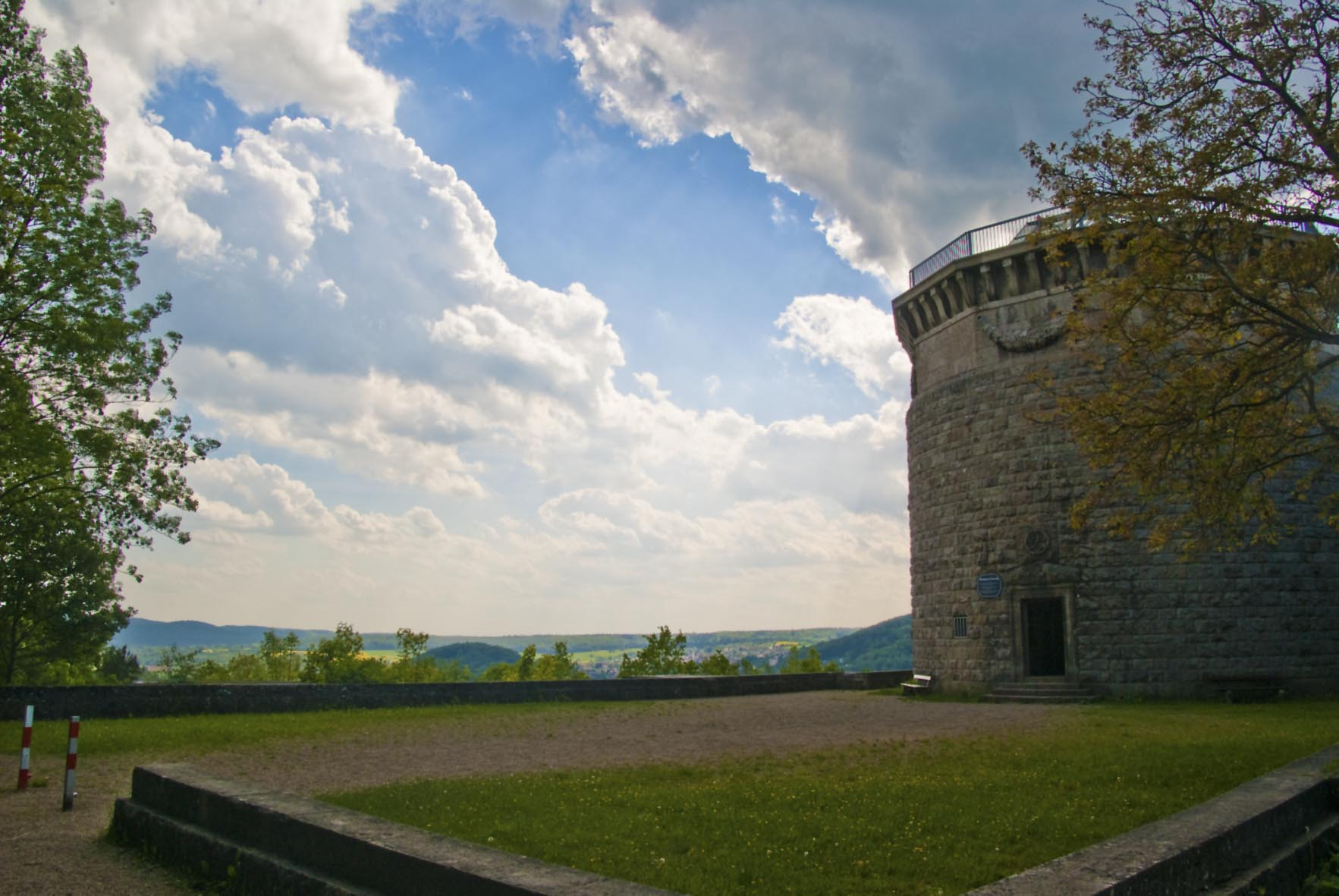
Bismarckturm

Der Sinnberg bildet in der naturräumlichen Haupteinheitengruppe Mainfränkische Platten (Nr. 13) und in der Haupteinheit Wern-Lauer-Platten (135) den südwestlichen von zwei nach Nordwesten gerichteten Ausläufern der Untereinheit Sulzthaler Höhen (135.6). Im Osten über Norden und Westen bis Süden schließt sich der Naturraum Nüdlinger Stufenvorland (140.21) an, die in der Haupteinheitengruppe Odenwald, Spessart und Südrhön (14) und in der Haupteinheit Südrhön (140) zur Untereinheit Östliche Südrhön (140.2) zählt; daher ist der Sinnberg nur im Südosten mit der Östlichen Südrhön verbunden.

## Geschichte
Heimatforscher A. W. Nikola zufolge ist es möglich, wenn auch letztendlich nicht beweisbar, dass der Name „Sinnberg“ von der Asin Syn herrührt. Einer Sage zufolge entstand der Name, als in Urzeiten Hermo, der Besitzer eines Freihofs an einer Waldlichtung am heutigen Sinnberg, sich in die ihm zugeneigte Nixe Wellinde verliebte und sie zu sich auf sein Gut holte. Wellinde begann bald, ihrer Heimat und den anderen Nixen nachzutrauern, worauf Hermo sie Sinntraute, die „sinnende Traute“, nannte. Nach der Geburt des gemeinsamen Sohnes Sinnwalt wurde Wellinde krank und starb. Der Berg wurde nach Sinntraude und Sinnwalt „Sinnberg“ genannt.
Im Jahr 1866 wurden auf dem Sinnberg Soldaten bestattet, die in der Schlacht bei Kissingen im Rahmen des Deutschen Krieges gefallen waren. Die Gräber befinden sich östlich des heutigen Café Sinnberg.
Im Jahr 1906 kam die von Bildhauer Valentin Weidner gestaltete Madonna-Skulptur an ihren heutigen Standort (ca. 260 m) auf den Südwesthang des Sinnbergs. Damals stand sie noch freistehend; aktuell befindet sie sich im Stadtteil Winkels. Die Skulptur entstand um das Jahr 1900 und war zunächst als Hausmadonna Bestandteil der Villa Rosenhügel, die auf dem Altenberg an der Schönbornstraße im Stadtteil Garitz stand.
Im Jahr 1914 begann auf einer etwas mehr als 300 m hohen Stelle vom Südwesthang des Sinnbergs der Bau des 17,4 m hohen Bismarckturms nach Plänen des Architekten Wilhelm Kreis. Bedingt durch den Ersten Weltkrieg und die Weltwirtschaftskrise wurden die Bauarbeiten erst im Jahr 1930 beendet.
Im Jahr 1928 wurde auf dem Sinnberg nahe dem Bismarckturm eine Skisprungschanze angelegt, die am 27. Januar 1929 mit einem Eröffnungssprung in Betrieb ging. Der Eröffnungssprung wurde von Skiwart Willy Wegemer ausgeführt, der die treibende Figur bei der Anlage der Skisprungschanze gewesen war. Im Lauf der Zeit fanden jeden Winter mehrere Wettkämpfe mit Teilnehmern aus der gesamten Rhön und Vorderrhön statt. Umbauten der Anlage fanden im Sommer 1929 sowie in den Jahren 1950 und 1965 statt. Nachdem der Schanzenbetrieb, bedingt durch den Zweiten Weltkrieg, zum Erliegen gekommen war, wurde er nach Kriegsende wiederaufgenommen. Trotz einer kurzen Reaktivierung im Jahr 1965 ist die Schanze nicht mehr in Betrieb; inzwischen sind nur noch Reste der Anlage vorhanden.
Von 1933 bis 1936 wurde unterhalb des Sinnbergs der örtliche, 83.552 m² große Parkfriedhof errichtet, nachdem sich der für 1348 erstmals belegte Kapellenfriedhof als zu klein erwiesen hatte. Erste Pläne gehen bereits auf das Jahr 1880 zurück. Der Parkfriedhof wurde mehrfach erweitert, und zwar in den Jahren 1976, 1985, sowie 2013 um einen Abschnitt für Totgeburten.
Bei der Planung des 1954 erbauten Bad Kissinger Terrassenschwimmbades wurde auch der Sinnberg als Standort in Erwägung gezogen; letztendlich wurde es jedoch am Finsterberg errichtet.